# 記
Ce caractère kanji se lit き (ki) en lecture on ou しるす (shirusu), しるし (shirushi) en lecture kun. Il veut dire « chronique », « archive » ou « garder en mémoire ».

## Exemples
- Les Douze Royaumes s'écrit 十二国記 et se prononce Juuni kokki ou Juuni kokuki en japonais. Littéralement, le titre est La Chronique des 12 royaumes.
- Journal intime s'écrit 日記 et se prononce nikki. Littéralement, cela signifie « jours gardés en mémoire ».